# Martin Kristensen
Martin Sejer Kristensen (født 29. marts 1977) er en dansk tidligere håndboldspiller, der spillede for Skjern Håndbold, HF Mors, Viborg HK og Team Tvis Holstebro i Håndboldligaen. Han spillede sine bedste år i Skjern Håndbold.
I dag er han vinhandler, og har sin egen virksomhed 'Dansk Vinhandel'.
Han har tidligere dannet par med håndboldspilleren Mie Sejer Kristensen. Hans søn Simon Sejer Kristensen er også professionel håndboldspiller for Skjern Håndbold.

## Eksterne links
- Spillerinfo Arkiveret 2. december 2008 hos  Wayback Machine
- EHF Profil